# Tír na nÓg
Tír na nÓg  (укр. Тир на Ног) — міфічний острів в ірландській міфології, на якому оселилися Туата Де Дананн або Сідхе після того, як покинули Ірландію. Час на острові тече зовсім інакше, ніж в інших місцях, здається, що він зупинився (уповільнення часу).

## Легенда
Кажуть, що острів молодості лежить за Заходом, у такому віддаленому місці, що дістатися до нього можна лише після довгої подорожі або на запрошення феї, яка там жила.
У Середньовіччі він був дуже популярним: кілька монахів і героїв відвідали острів, де, за переказами, не було хвороб і смерті. Його описували як місце великої краси, з музикою, силою і молодістю, а його мешканців - як дуже приємних на вигляд.
Ойсіна, сина Фіона Мак Кумхала, забирає туди прекрасна жінка, на ім'я Ніам Чінн Ойр. Коли він вирішує повернутися після трьох років, проведених у Тір-на-Ноґ, він повертається до Ірландії, де минуло триста років. Падаючи на землю з коня, він стає старим чоловіком.

### Oísin en Tír na nÓg
Ойсін — герой-фіанна, який примиряє кельтську містику з християнством. Саме Ойсін зустрічає святого Патріка і розповідає йому про славу потойбічного світу та героїзм фіаннів. Він прожив триста років у потойбічному світі, який у тому місці здавався лише трьома.
Історія починається з того, що Ойсін вирішує піти на полювання зі своїм батьком, і хтось шпигує за ним, це була прекрасна королева на білому коні на ім'я Ніам Чінн Ойр, дочка короля Тір-на-Ног, яка приїхала здалеку, щоб освідчитися йому в коханні. Зачарований прекрасною жінкою, він вирішує піти за нею до її дому, який є місцем краси, достатку, вічної молодості та добробуту. У «Кельтських міфах і легендах» (англ. Celtic Myths and Legends) Т. В. Роллестона (англ. T. W. Rolleston) жінка описує його наступним чином:
| Вірш англійською | Переклад українською |
| --- | --- |
| Delightful is the land beyond all dreams, fairer that anything your eyes ever seen, there all year the bloom is on the flower, and all the year the bloom is on the flower. There with wild honey drip the forest trees, the stores of wine and meal shall never fail. No pain or sickness knows the dweller there, death and decay come near him never more. | Чудова земля за межами всіх мрій, ясніше, ніж будь-коли бачили твої очі, там цілий рік розпускаються бруньки, і цілий рік вони цвітуть. Там дикий мед капає з лісових дерев, запаси вина і їжі ніколи не будуть недостатніми. Ні біль, ні хвороба не знають його мешканця, смерть і тління ніколи не прийдуть туди. |

Ойсін супроводжує свою дівчину на її чарівному коні через море. Інший світ такий, як вона його описувала, але через три роки він вирішує повернутися додому. Вона попереджає його, що минуло набагато більше часу, ніж у земній реальності, дає йому коня і попереджає, щоб він ніколи не злазив з нього. Коли він приїжджає, то дізнається, що його батько помер, а Фіанна існує лише як легенда, тому він вирішує повернутися до Ніам. Саме в цей момент він бачить, як якісь чоловіки насилу пересувають великий камінь, і намагається допомогти їм, падаючи з коня і миттєво стаючи на триста років старшим. Кінь Ніама повертається до Тір-на-Ног без нього. Там його знаходить святий Патрик, який вже став старим, і Ойсін розповідає йому про чудеса Тір-на-Ног.